# Хунцзе Дай
Хунцзе Дай (2 травня 1966 , Шаоян, Хунань ) — китайсько-американський нанотехнолог і прикладний фізик. 
Є професором хімії «JG Jackson & CJ Wood» у Стенфордському університеті. 

Провідний фахівець з вивчення вуглецевих нанотрубок, 

Дай вважається одним з провідних хіміків у світі за версією Science Watch. 

На початок 2020-х є науковим радником і співзасновником Nirmidas Biotech, Inc., яка прагне комерціалізувати його проривні дослідження барвників NIR-II і плазмонного золота (pGOLD) для застосування в охороні здоров’я та діагностиці in vitro.
Дай здобув ступінь бакалавра з фізики в Університеті Цінхуа в 1989 році, потім вирушив до Сполучених Штатів за програмою CUSPEA, організованою професором Лі Цзундао. 
Здобув ступінь магістра прикладних наук у Колумбійському університеті в 1991 році та ступінь доктора прикладної фізики у Гарвардському університеті в 1994 році під керівництвом професора Чарльза Лібера. Постдок у Гарварді, з 1997 року працює у Стенфордському університеті як доцент

## Нагороди та визнання
- 2002: премія Американського хімічного товариства з чистої хімії[en][3][10];
- 2004: премія Юлsуса Шпрингера з прикладної фізики[de] [3][11];
- 2006: Премія Джеймса Макгруді за дослідження в галузі нових матеріалів Американського фізичного товариства[3][12];
- 2009: член Американської академії мистецтв і наук;
- 2011: член Американської асоціації сприяння розвитку науки[3][13][14];
- 2016: член Національної академії наук[15];
- 2019: член Національна медична академія[en][16];
- 2019: іноземний член Китайської академії наук[17]
- 2020: Clarivate Citation Laureates

## Доробок
- N. Wong Shi Kam, M. O'Connell, J. A. Wisdom und H. Dai: Carbon nanotubes as multifunctional biological transporters and near-infrared agents for selective cancer cell destruction. PNAS, 102, 11600–11605, (2005).
- H. Dai: Chemical Synthesis Routes to Nanotube Molecular Electronics. Accounts of Chemical Research, 35, 1035–1044 (2002).
- A. Javey, J. Guo, Q. Wang, M. Lundstrom und H. Dai: Ballistic Carbon Nanotube Field Effect Transistors. Nature, 424, 6949 (2003).
- N.W.S. Kam, T.C. Jessop, P. Wender und H. Dai: Nanotube Molecular Transporters: Internalization of Carbon Nanotube-Protein Conjugates into Mammalian Cells. J. Am. Chem. Soc., 126, 6850–6851 (2004).
- R. Chen, Y. Zhang, D. Wang und H. Dai: Non-covalent Sidewall Functionalization of Single-walled Carbon Nanotubes for Protein Immobilization. J. Am. Chem. Soc., 123 (16), 3838–3839 (2001).
- J. Kong, E. Yenilmez, T. Tombler, W. Kim, L. Liu, S.Y. Wu, C.S. Jayanthi, R. Laughlin und H. Dai: Quantum Interference and Ballistic Transmission in Nanotube Electron Wave-Guides. Phys. Rev. Lett., 87, 106801 (2001).
- J. Kong, N. Franklin, C. Zhou, S. Peng, J.J. Cho und H. Dai: Nanotube Molecular Wires as Chemical Sensors. Science, 287, 622 (2000).
- T. Tombler, C. Zhou, L. Alexeyev, J. Kong, H. Dai, W. Liu, C Jayanthi, M. Tang, und S.Y. Wu: Reversible Nanotube Electro-mechanical Characteristics Under Local Probe Manipulation. Nature, 405, 769 (2000).
- S. Fan, M. Chapline, N. Franklin, T. Tombler, A. Cassell und H. Dai: Self-Oriented Regular Arrays of Carbon Nanotubes and their Field Emission Devices. Science, 283, 512 (1999).
- J. Kong, H.T. Soh, A. Cassell, C.F. Quate und H. Dai: Synthesis of Single Single-Walled Carbon Nanotubes on Patterned Silicon Wafers. Nature, 395, 878 (1998).